# Türksat 5A
Türksat 5A est un satellite de télécommunications de l’opérateur Türksat basé sur le bus Eurostar E3000e d'Airbus qui a été lancé le 7 janvier 2021 à  21 h 15, heure de l’Est, par une fusée Falcon 9 de SpaceX au complexe de lancement 40 de la base de Cap Canaveral. Il s'agit du premier lancement orbital et du premier lancement de SpaceX pour l'année 2021. Ce satellite de 5ème génération a été commandé par Türksat à Airbus en 2017 avec 20 % d'apport technologique turc. Sa masse au lancement est de 3 500 kg et sa puissance électrique de 12 kW. Il entrera en service au deuxième semestre de 2021. Il aura une durée de vie prévue de 30 ans. Équipé de 42 transpondeurs, il fonctionnera à 31 degrés Est en orbite géostationnaire et fournira des services de télédiffusion en bande Ku en Europe, au Moyen-Orient et en Afrique. Des manifestations pro-Arménie ont lieu le 29 octobre 2020 devant le siège de SpaceX en Californie pour protester contre le lancement de ce satellite par SpaceX par crainte de son utilisation pour commander les drones militaires turcs impliqués dans la seconde guerre du Haut-Karabagh aux côtés de l'Azerbaïdjan. Toutefois, le lancement a eu lieu et la guerre s'est terminée avec une "victoire" azerbaïdjanaise avant la date de lancement. Türksat 5A a été placé en orbite le 4 mai et est entré en service à partir du 28 juin.